# Franois
Franois ist eine französische Gemeinde mit 2250 Einwohnern (Stand: 1. Januar 2022) im Département Doubs in der Region Bourgogne-Franche-Comté. Sie gehört zum Arrondissement Besançon und ist Mitglied im Gemeindeverband Grand Besançon Métropole. Die Bewohner werden Franoisiens und Franoisiennes genannt.

## Geographie
Franois liegt auf 294 m, etwa acht Kilometer westlich der Stadt Besançon (Luftlinie). Das Dorf erstreckt sich in der leicht gewellten Landschaft zwischen den Flussläufen von Doubs im Süden und Ognon (im Norden) auf einer Anhöhe nördlich des Bois de Franois.
Die Fläche des 7,29 km² großen Gemeindegebiets umfasst einen Abschnitt nördlich des Doubstals. Der Hauptteil des Gebietes wird von dem Plateau eingenommen, das sich zwischen Doubs und Ognon ausdehnt und durchschnittlich auf 275 m liegt. Beim Dorf beginnt ein Höhenrücken, der sich über mehrere Kilometer nach Nordosten hinzieht. Hier wird mit 312 m die höchste Erhebung von Franois erreicht. Der nördliche Gemeindeteil ist vorwiegend mit Acker- und Wiesland bestanden. Nach Süden erstreckt sich das Gemeindeareal in das ausgedehnte Waldgebiet des Bois de Franois. Die südliche Grenze verläuft meist entlang der Hauptstraße N73, die von Besançon nach Dole führt, die westliche entlang dem Autobahnzubringer D67.
Zu Franois gehört der Ortsteil La Félie (270 m) am südlichen Ortsrand. Nachbargemeinden von Franois sind:
- Serre-les-Sapins im Norden,
- Besançon im Osten, Avanne-Aveney,
- Grandfontaine im Süden,
- Chemaudin et Vaux mit Chemaudin und Vaux-les-Prés im Westen.

## Geschichte
Verschiedene Funde, darunter eine wertvolle Silbermünze, weisen darauf hin, dass das Gemeindegebiet von Franois bereits in der gallorömischen Zeit begangen und vermutlich auch besiedelt war. Der Ortsname ist vom lateinischen Wort fraxinus (Esche) abgeleitet.

## Sehenswürdigkeiten

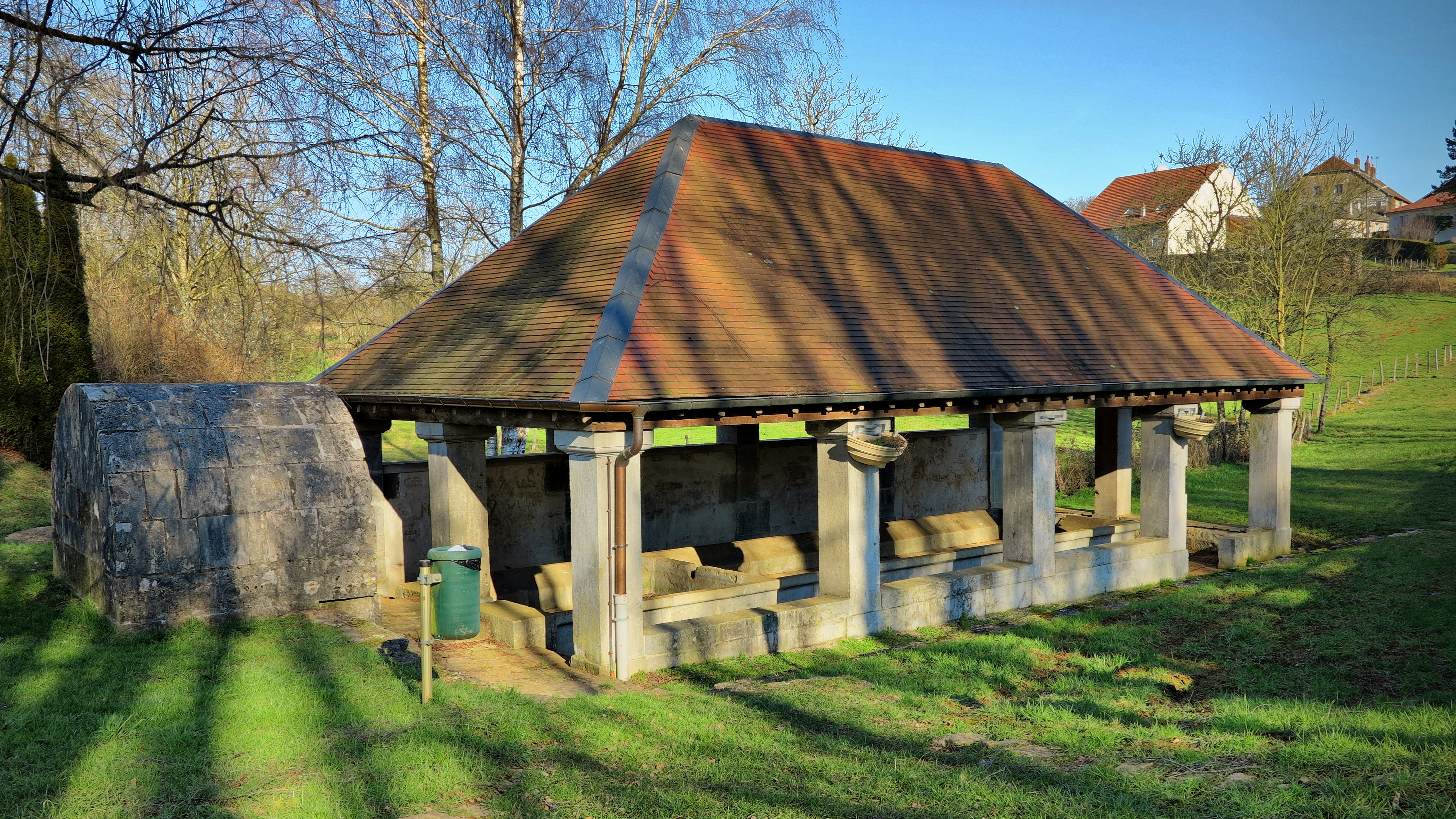
Lavoir in Franois

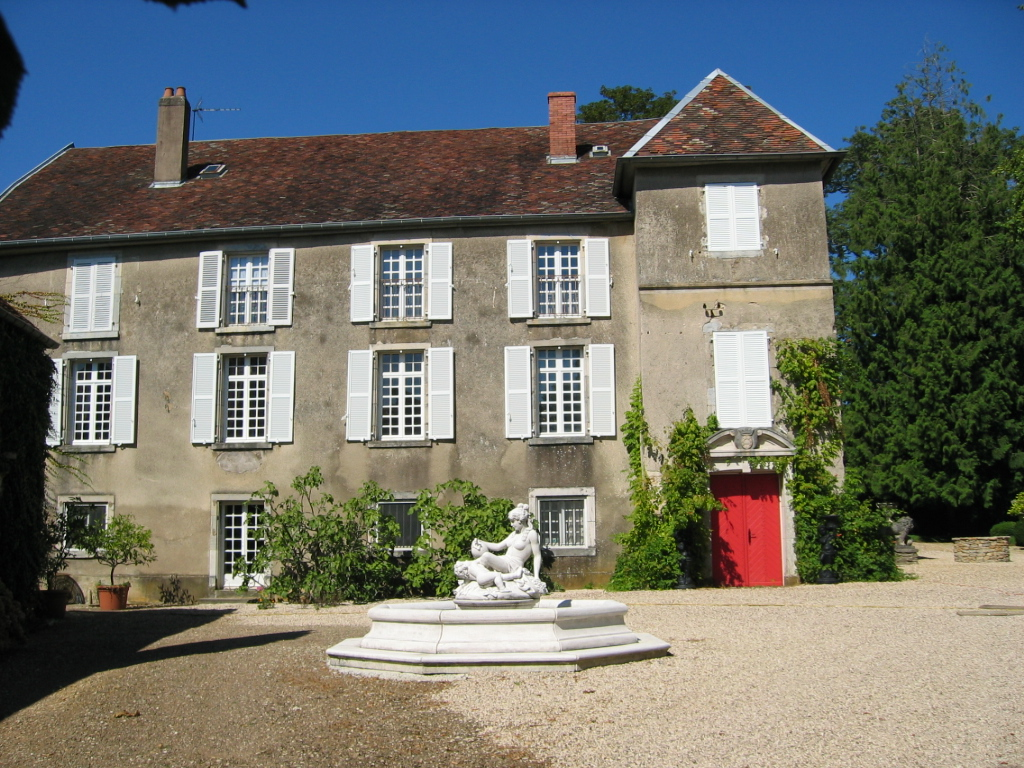
Château de Franois

Die Kirche Notre-Dame de la Nativité wurde von 1827 bis 1829 als Hallenkirche erbaut und der Chorraum 1856 vergrößert. Das sogenannte Château wurde im Jahr 1774 vom Kapitel Saint-Vincent in Besançon als Wohnsitz für die Kanoniker errichtet. Von 1830 stammt das Lavoir (Waschhaus), das 1998 renoviert wurde.

## Bevölkerung
| Jahr                       | 1962 | 1968 | 1975 | 1982 | 1990 | 1999 | 2005 | 2016 |
| Einwohner                  | 656  | 888  | 1242 | 1293 | 1558 | 1779 | 1923 | 2316 |
| Quellen: Cassini und INSEE |      |      |      |      |      |      |      |      |

Mit 2250 Einwohnern (Stand 1. Januar 2022) gehört Franois zu den mittelgroßen Gemeinden des Départements Doubs. Nachdem die Einwohnerzahl in der ersten Hälfte des 20. Jahrhunderts stets im Bereich zwischen 410 und 530 Personen gelegen hatte, wurde seit Beginn der 1960er Jahre ein markantes Bevölkerungswachstum verzeichnet. Seither hat sich die Einwohnerzahl mehr als verdreifacht. Mittlerweile gehört Franois zu den Agglomerationsgemeinden von Besançon.

## Wirtschaft und Infrastruktur
Das bis weit ins 20. Jahrhundert hinein ein vorwiegend durch die Landwirtschaft (Ackerbau, Obstbau und Viehzucht) und die Forstwirtschaft geprägte Dorf entwickelte sich seit Mitte der 1970er Jahre dank der guten Verkehrslage zu einem Industrie- und Gewerbestandort. In den Industrie- und Gewerbezonen entlang den Hauptstraßen haben sich bis heute rund 60 Betriebe niedergelassen, die etwa 650 Arbeitsplätze bieten. Zu den wichtigen Branchen gehören die Mikromechanik, die Décolletage und Uhrenindustrie, die Herstellung von Werkzeug (Metallbau), das Bau- und Transportgewerbe, eine Ziegelfabrik und die Holzverarbeitung. Daneben gibt es zahlreiche Betriebe des Einzelhandels sowie größere Einkaufszentren. Mittlerweile hat sich das Dorf auch zu einer Wohngemeinde gewandelt. Viele Erwerbstätige sind deshalb auch Wegpendler, die in den anderen Gemeinden der Agglomeration Besançon ihrer Arbeit nachgehen.
Die Ortschaft ist verkehrstechnisch sehr gut erschlossen. Sie liegt nahe der Hauptstraße D67, die von Besançon nach Gray führt. Der nächste Anschluss an die Autobahn A36 befindet sich in einer Entfernung von ungefähr drei Kilometern. Weitere Straßenverbindungen bestehen mit Pouilley-les-Vignes und Avanne-Aveney. Franois besitzt einen Bahnhof an der Eisenbahnstrecke Dole–Besançon–Belfort. Im Bois de Franois zweigt die Strecke nach Bourg-en-Bresse ab.